# Lichtenstein (zámek)
Zámek Lichtenstein (německy Schloss Lichtenstein) je novogotický zámek nacházející se blízko vesnice Honau v pohoří Švábská Alba v německé spolkové zemi Bádensko-Württembersko. Jeho název napovídá, že je postaven ze světlého kamene.
Kolem roku 1200 byl na jeho místě postaven hrad, který byl v pozdějších dobách dvakrát zničen. Poprvé při říšských válkách (něm. Reichskriegen) roku 1311 a podruhé jej zničil blízký městský stát Reutlingen roku 1381. Hrad pak již nebyl obnoven a postupně se rozpadl.
Roku 1802 se území dostalo do vlastnictví krále Friedricha I. Württemberského, který si zde postavil lovecký hrádek. Roku 1837 převzal vládu jeho synovec Vilém z Urachu, hrabě württemberský. Ten, inspirován románem Wilhelma Hauffa zvaným Lichtenstein, nechal hrad v letech 1840–1842 přestavět podle romantického novogotického stylu. K tomuto úkolu si vybral architekta Karla Alexandra Heideloffa.
Hrad je dodnes majetkem vévodů z Urachu a je otevřen pro veřejnost o zimních víkendech.